# 科尔诺勒
科尔诺勒（法語：Cornol，法語發音：[kɔʁnɔl]）是瑞士汝拉州的一个市镇。该市镇总面积为10.43平方千米，截至2018年12月31日总人口为1,010人。